# Tragopan de Cabot
Tragopan caboti
Espèce
Statut de conservation UICN

 VU C2a(i) : Vulnérable
Statut CITES

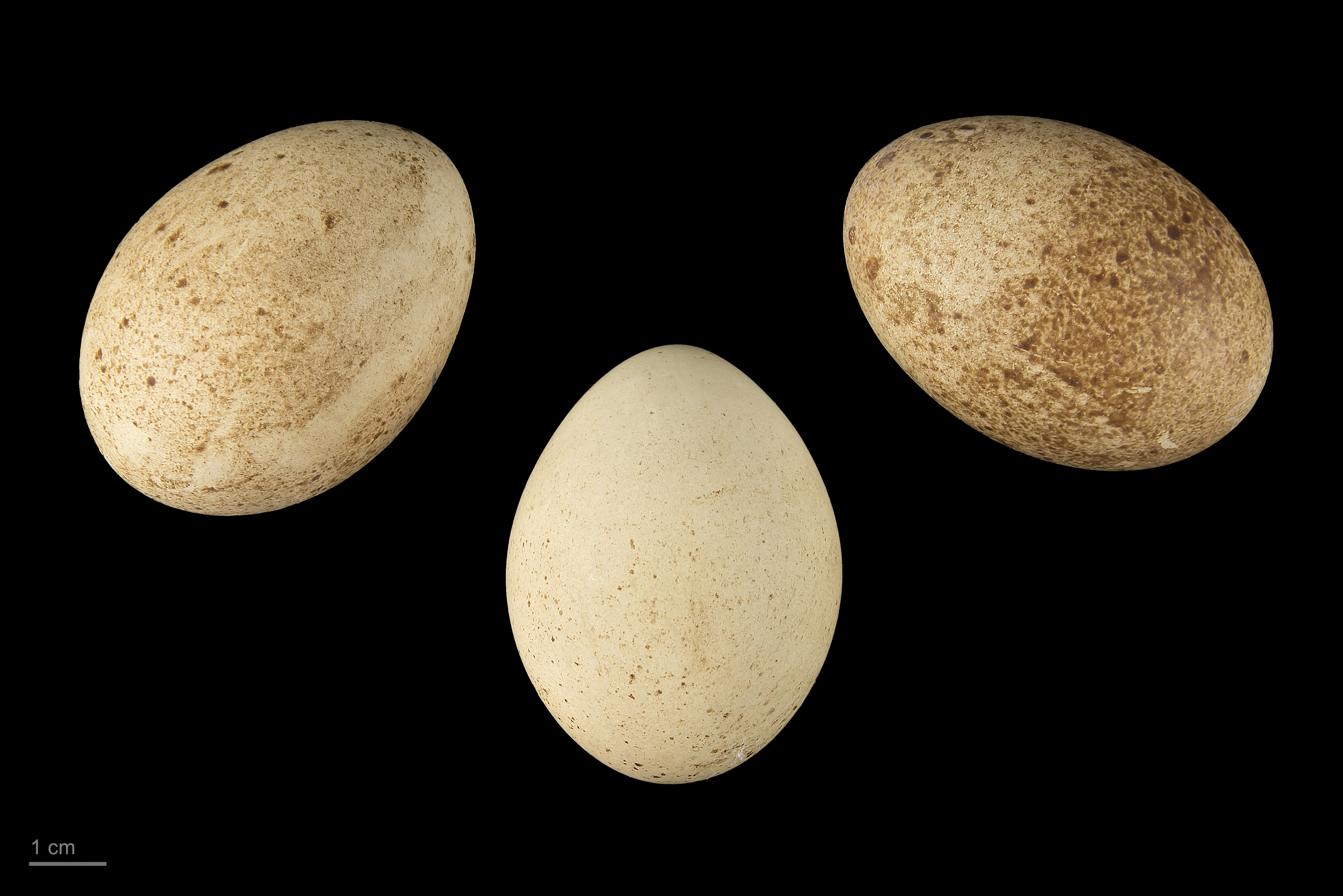
Tragopan caboti - MHNT

Le Tragopan de Cabot (Tragopan caboti) est une espèce d'oiseaux appartenant à la famille des Phasianidae. Il doit son nom à Samuel Cabot, Jr., ornithologue américain.

## Description de la bavette
La bavette déployée est de forme plutôt rectangulaire allongée avec la bordure dentelée et liserée de jaune clair. Le pourtour est bleu turquoise décoré de gros motifs rouge-carmin en escalier avec au centre un fuseau orangé à points bleus. Les cornes mesurent 8 cm de haut.

## Distribution
Cet oiseau peuple le Sud-est de la Chine (Kouangsi, sud du Hounan, sud du Kiangsi, nord du Kouantong, Foukien, Tchokiang).

## Sous-espèce
D'après Alan P. Peterson, il existe deux sous-espèces :
- Tragopan caboti caboti (Gould, 1857) ;
- Tragopan caboti guangxiensis Cheng & Wu, 1979.

Limitée au nord-est du Guangxi, T. c. guangxiensis n’est pas reconnue par tous les auteurs dont Hennache & Ottaviani (2005).

## Habitat
Il est inféodé aux forêts de feuillus persistants et mixtes de conifères et de décidus entre 800 et 1 400 m mais il semble étroitement associé à la présence de l’arbre Daphniphyllum macropodum.

## Alimentation
Selon Sun (1995) et Deng & Zheng (2004), il marque une préférence alimentaire pour les feuilles de Daphniphyllum macropodum en hiver et au début du printemps et pour les fruits en automne. D’autres naturalistes chinois (Young et al. 1991, Sun & Zheng 1992, Ding & Zheng 1993) ont montré, par des opérations de radio-tracking dans la réserve de Wouyangling, que l’espèce visite en hiver des zones riches en glands des genres Lithocarpus et Cyclobalanopsis et en graines de Schima superba.

## Comportement social
Le régime de monogamie avancé par Sivelle (1979) n’a pas été confirmé par Hennache & Ottaviani (2005) ; les mâles restent avec les femelles en début de saison de reproduction puis s’isolent pour se nourrir seuls ou en groupes de mâles ou même s’accoupler avec d’autres femelles ayant pénétré sur leur territoire.

## Parade nuptiale
En parade latérale, le mâle se tient très droit, les plumets auriculaires orangés légèrement gonflé et laissant apparaître le bout des cornes non érigées. Les plumes des cuisses, également gonflées, donnent l’impression qu’il porte une sorte de culotte. La bavette n’est pas encore étalée mais laisse déjà apparaître la brillante bordure bleu turquoise marquée de rose framboise. Après ces préliminaires, il secoue frénétiquement la tête jusqu’à ce que ses cornes s’érigent et que sa bavette multicolore s’étende en émettant une série de tchi-tchi-tchi…aigus et obstinés. Soudain, pour paraître plus impressionnant, il se soulève de tout son corps en allongeant le cou et en s’étirant sur ses pattes tout en rentrant la tête en dedans, ce qui plaque la bavette contre la poitrine tout en lançant un long et puissant tchiiiiiiiiiiii. Cette dernière phase, l’apogée de la parade, ne dure que quelques secondes.

## Nidification
Les nids sont souvent construits entre quatre et sept mètres du sol, dans des pins et des cryptomérias, généralement en lisière forestière. La femelle pond de 3 à 5 œufs et s’occupe seule de l’élevage des jeunes.

## Statut, conservation
Bien que le tragopan de Cabot bénéficiait de l’une des plus importantes réserves naturelles en Chine (Guangdong, 5000 hectares), il se raréfiait un peu partout en raison de la déforestation. Fuller & Garson (2000) qualifient l’espèce de vulnérable et proposent un réaménagement des zones forestières dégradées avec plantation de Daphniphyllum macropodum.